# Flaga Jekaterynburga
Flaga Jekaterynburga – jeden z symboli miejskich Jekaterynburga, przyjęty oficjalnie przez dumę miejską 24 czerwca 2008 roku.

## Historia i symbolika
Flaga Jekaterynburga to prostokątny materiał w proporcjach (szerokość do długości) – 2:3 składający się z trzech horyzontalnych pasów, poczynając od góry: żółtego, zielonego (szmaragdowego) i niebieskiego. Proporcje szerokości poszczególnych pasów do wysokości materiału: 1/4, 1/2 i 1/4. Dwa elementy pochodzące z herbu Jekaterynburga zostały umieszczone na fladze. Są to: kopalnia srebra (w formie studni) oraz piec do wypalania żarzący się wewnątrz czerwonym ogniem.
Zieleń jest historycznym kolorem regionu. Kopalnia i piec są symbolami rozwoju przemysłowego miasta, jego poziomu technologicznego i wielkiego potencjału. Żółty pas symbolizuje góry Ural, łączące Europę z Azją. Niebieski pas odnosi się do rzeki Isety, która ma łączyć historię z nowoczesnością.
Flaga została zatwierdzona decyzją Jekaterynburskiej Dumy w roku 2008 i zarejestrowana pod numerem 4023 w Rejestrze Heraldycznym Federacji Rosyjskiej. Jest jednym z oficjalnych symboli administracji miasta. Jest to także pierwsza i jak na razie jedyna flaga w historii Jekaterynburga.